# Mansoor Al-Balochi
Mansor Abbas (tiếng Ả Rập: منصور عباس) (sinh ngày 18 tháng 3 năm 1991) là một cầu thủ bóng đá người Các Tiểu vương quốc Ả Rập Thống nhất. Hiện tại anh thi đấu cho Al Ittihad.